# John Brennan
John Brennan (Racine, 28 settembre 1913 – South Bend, marzo 1982) è stato un giocatore di football americano statunitense che ha giocato nel ruolo di offensive guard nella National Football League (NFL). Al college giocò a football all'Università del Michigan.

## Carriera professionistica
Brennan fu scelto nel corso del 19º giro (179º assoluto) del Draft NFL 1939 dai Green Bay Packers. Giocò quell'unica stagione 1939, in cui i Packers vinsero il campionato NFL in finale contro i New York Giants. Anche se i registri ufficiali indicano che apparve in sole due gare quell'anno, i giornali dell'epoca scrivono che disputò almeno tre gare, come titolare nella vittoria dei Packers' 31–0 sui St. Louis Gunners il 15 ottobre 1939 e subentrando dalla panchina nelle vittorie 27–20 sui Chicago Cardinals dell'8 ottobre 1939 e 26–7 sui Detroit Lions il 22 ottobre 1939. Brennan fu svincolato nell'ottobre 1939 e firmò con i Kenosha Cardinals della American Pro Football League. Nel novembre 1939, Brennan divenne parte dello staff degli allenatori di Kenosha, continuando anche nel ruolo di giocatore.

## Vittorie e premi
- Campione NFL: 1

Green Bay Packers: 1939

## Statistiche
| Partite totali | 2 |